# Sundasciurus hippurus
Sundasciurus hippurus — вид гризунів родини Sciuridae. Він зустрічається на островах Борнео та Суматра, а також у південній половині Малайського півострова (Бруней, Індонезія, Малайзія, Таїланд). Він віддає перевагу первинним низинним лісам, але також зустрічається у вторинних лісах, хоча їхня кількість зменшується.

## Морфологічні особливості
Довжина голови та тулуба становить приблизно 23,4–24,7 сантиметра, а вага – від 360 до 435 грамів. Довжина хвоста становить від 23,0 до 24,6 сантиметра, тому він приблизно такий же, як і решта тіла. Колір спини тварин від сіро-чорного до коричневого. Тварини з материкової частини Малайзії мають досить темно-каштановий колір, боки тіла мають сіро-чорні плями, а боки живота цегляно-червоні. У особин на Борнео голова і плечі досить сірі, а живіт червонувато-коричневий. Хвіст дуже товстий і пухнастий, блискучий від чорно-коричневого до чорного.

## Спосіб життя
Зазвичай зустрічається на землі та нижче на деревах. Це денний і деревний вид, але часто спускається на землю. Було припущено, що однією з причин низької щільності цього виду в малазійських тропічних лісах є конкуренція з боку великої різноманітності інших деревних хребетних. Як правило, тварини поодинокі або живуть парами. Харчуються насінням рослин, фруктами та комахами. Спілкування відбувається за допомогою викликів, які описуються як «чек... чек... чек чек чек чек...».

## Загрози й охорона
Йому загрожує втрата середовища проживання внаслідок вирубки лісу та переходу на сільськогосподарські підприємства. Оцінки втрати лісів показують дві екстремальні зони вирубки лісів в острівній Південно-Східній Азії, а це східна низовина Суматри та торфовища штату Саравак на Борнео. Майже всі комерційно ліцензовані ліси Сабаху, Борнео, і особливо його рівнинні ліси, були вирубані майже до повного виснаження до 2014 року. Він зустрічається в кількох заповідних територіях, включаючи лісовий заповідник Пасох.